# Reginald Parker

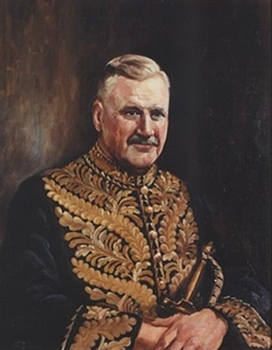
Reginald Parker

Reginald John Marsden Parker (* 7. Februar 1881 in Liskeard, Cornwall, England; † 23. März 1948 in Regina, Saskatchewan) war ein kanadischer Politiker (Saskatchewan Liberal Party) und Landwirt. Von 1945 bis 1948 war er Vizegouverneur der Provinz Saskatchewan.

## Biografie
Parker wanderte 1898 nach Kanada aus und war zunächst als Landarbeiter tätig, bis er im Dorf Togo in den damaligen Nordwest-Territorien einen eigenen landwirtschaftlichen Betrieb aufbaute. Er begann sich für die Lokalpolitik zu interessieren und wurde 1904 in den Gemeinderat von Cote gewählt, von 1906 bis 1932 war er Bürgermeister dieser ländlichen Gemeinde. Als Kandidat der Saskatchewan Liberal Party trat er 1929 zu den Wahlen zur Legislativversammlung von Saskatchewan an und war im Wahlbezirk Pelly erfolgreich.
Nachdem die Liberalen 1934 die Wahlen gewonnen hatten, gehörte Parker als Minister für Gemeindeangelegenheiten dem Kabinett von James Garfield Gardiner an. Zehn Jahre übte er dieses Amt aus, bis zum Wahlsieg der Co-operative Commonwealth Federation im Jahr 1944. Generalgouverneur Lord Athlone vereidigte Parker am 22. Juni 1945 als Vizegouverneur von Saskatchewan. Dieses repräsentative Amt übte er bis zu seinem Tod aus.